# 群馬県立勢多農林高等学校
群馬県立勢多農林高等学校（ぐんまけんりつ せたのうりんこうとうがっこう、英: Gunma Prefectural Seta Agriculture and Forestry High School）は、群馬県前橋市日吉町にある県立高等学校。通称は「勢農（せのう）」または「勢多農（せたのう）」。

## 概要
1907年〈明治40年〉勢多郡会の開設決議を経て文部省より認可され、翌1908年〈明治41年〉4月15日、勢多郡立勢多農林学校として開校した（旧制実業学校）。当時の定員は3学級120名。同年7月24日、現在地に校舎が落成し移転。1914年〈大正3年〉4月、勢多郡から群馬県に移管され群馬県立勢多農林学校と改称。1948年〈昭和23年〉4月学制改革に伴い群馬県立勢多農林高等学校（新制高校）となる。
1948年〈昭和23年〉10月に4年制の定時制課程を設置するが、1954年〈昭和29年〉に生徒の募集を停止した。
2016年〈平成28年〉4月文部科学省から「スーパー・プロフェッショナル・ハイスクール（SPH）」の指定を受た。
校章は、本居宣長の詠んだ和歌「敷島の大和心を人とはば朝日に匂ふ山桜花」を図案化した山桜に「農林」の文字を配置。「農林業は国の基幹産業」との自負と大和心（大和魂）の精神を込めている。
卒業生の結束も強く2017年5月「柳沢農業教育振興基金」を設立。OBで県議会の元議長の柳澤本次が私財5000万円を出し、同じくOBで元前橋市長の萩原弥惣治、OBで県議会議員の中沢丈一と岸善一郎が役員となり、群馬の農業の活性化を目指している。

## 設置学科
※植物系（植物科学科、植物デザイン科）はくくり募集
- 植物科学科（2年次から下記の2コースに分かれる）
  - 野菜・草花コース
  - 作物・果樹コース
- 植物デザイン科（2年次から下記の2コースに分かれる）
  - 植物バイオコース
  - フラワーデザインコース
- 動物科学科（下記の2コースに分けて募集）
  - 資源動物コース
  - 応用動物コース
- 緑地土木科（2年次から下記の2コースに分かれる）
  - 農業土木コース
  - 緑地環境コース
- 食品科学科

## 校歌
- 作詞：渋谷金丸、作曲：戸山学校[1]、昭和4年制定[2]

## 所在地
〒371-0017 群馬県前橋市日吉町二丁目25番1号

## アクセス
- 上毛電鉄上毛線城東駅 徒歩8分
- 上毛電鉄上毛線三俣駅 徒歩11分
- JR両毛線前橋駅 徒歩25分

## 著名な出身者
- 金子与重郎 - 元衆議院議員
- 山田悟六 - 元衆議院議員
- 萩原弥惣治 - 元前橋市長
- 中沢丈一[5] - 第81代群馬県議会議長
- 森本清吾（深澤清吾）- 群馬大学元教授。大正・昭和時代の数学者
- 山崎敏 - 元プロ野球選手（埼玉西武ライオンズ）
- 手島実優 - 女優、モデル

## 主な部活動
- 硬式野球部 - プロ野球選手を輩出
- 陸上競技部 - R7に関東大会出場者四名の内一名が男子走り高跳びでインターハイ出場
- 男子バスケットボール部 - H.24年度インターハイ県予選ベスト8
- 柔道部-男女共に関東大会出場経験がある（最後の出場は男子がR4、女子がR1）
- 剣道部 - R2年度新人戦ベスト4
- 弓道部 - 男子個人H.28年度10年ぶりに関東大会進出
- 農業部（と呼ばれる部活）特に造園部の成績が優秀

## 主な進学先
- 東京農業大学
- 群馬県立農林大学校
- 共愛学園前橋国際大学 - 卒業生（数学者森本清吾）の父、深澤利重が創設した「前橋英和女学校」（学校法人共愛学園）
- 創造学園大学
- 上武大学
- 平成国際大学
- 群馬調理師専門学校
- 東海大学
- 大東文化大学